# Parlamentswahl in Turkmenistan 1999

Zusammensetzung des turkmenischen Parlaments nach der Wahl

Die Parlamentswahl in Turkmenistan 1999 fand am 12. Dezember 1999 als zweite Parlamentswahl in der Geschichte des unabhängigen Turkmenistan statt. Gewählt wurden die 50 Abgeordneten in der Versammlung von Turkmenistan.

## Wahlsystem
Das turkmenische Einkammersystem wurde durch die Verfassung aus dem Jahr 1992 festgeschrieben. Mit der Parlamentswahl in Turkmenistan 1994 wurde der ehemalige Oberste Sowjet der Turkmenischen Sozialistischen Sowjetrepublik durch die Versammlung von Turkmenistan als Legislativorgan abgelöst. Die 50 Abgeordneten in der Versammlung von Turkmenistan wurden durch Mehrheitswahl in 50 Wahlbezirken gewählt. Die Registrierung von Parteien und Kandidaten im Vorfeld der Wahl war staatlich gelenkt und beschränkte sich schließlich auf die Zulassung der Demokratischen Partei Turkmenistans von Präsident Saparmyrat Nyýazow als einzige legale politische Partei in Turkmenistan zu diesem Zeitpunkt.

## Hintergrund
Die Wahl 1999 fand turnusmäßig nach Ablauf der fünfjährigen Legislaturperiode nach der Wahl im Jahr 1994 statt. Bereits die Parlamentswahl 1994 war durch den Ausschluss jeglicher Opposition und einen offensichtlichem Mangel an politischem Wettbewerb geprägt. So bewarben sich 1994 51 Kandidaten um 50 Mandate, sodass in 49 Wahlbezirken ein Delegierter ohne Gegenkandidaten gewählt werden konnte. Auf Grund des Demokratiedefizits in Turkmenistan verzichtete die Organisation für Sicherheit und Zusammenarbeit in Europa auf die Entsendung einer vollständigen Beobachtermission. Stattdessen wurde im November 1999 eine Mission zur Bedarfsermittlung entsandt, die die Vorbereitungen und den vorgesehenen Wahlprozess überwachen und bewerten sollten. Diese Mission kam zu der Einschätzung, dass die Vorbereitung der Wahl auch minimale Standard der OSZE für freie Wahlen deutlich verfehlten und dass daher keine Beobachtermission am Wahltag nötig sei.

## Kandidaten
Sämtliche Kandidaten, die schließlich zur Wahl zugelassen wurden, unterstützten den Kurs des Präsidenten Saparmyrat Nyýazow und standen seiner Demokratischen Partei Turkmenistans nahe. Im Unterschied zu der vorangegangenen Parlamentswahl 1994 fiel das Bewerberfeld allerdings deutlich größer aus, da nun 104 Kandidaten für die 50 Mandate zur Wahl standen. Im Gegensatz zu 1994 wurde damit verhindert, dass ein Großteil der Abgeordneten ohne Gegenkandidaten gewählt werden konnte. Vor der Wahl hatte Nyýazow angekündigt, jeder turkmenische Staatsbürger könne sich um einen Sitz in der Versammlung von Turkmenistan bewerben. Daraufhin kündigten auch turkmenische Oppositionelle aus dem Ausland ihre Kandidatur an, darunter der ehemalige Außenminister Avdy Kuliev aus seinem Exil in Russland. Kandidaturen von Oppositionellen wurden von den Wahlbehörden jedoch nicht zugelassen, sodass bei der Wahl letztendlich mehr Kandidaten zur Wahl standen, die aber kein breiteres Spektrum von Meinungen abbildeten, sondern allesamt dem Präsidenten gegenüber loyal waren.

## Ergebnis
Bei einer offiziellen Wahlbeteiligung von 98,9 % ergab sich erzwungenermaßen folgendes Ergebnis:
| Partei                             | Sitze | Veränderung zu 1994 |
| ---------------------------------- | ----- | ------------------- |
| Demokratische Partei Turkmenistans | 50    | 0                   |
| sonstige Parteien                  | 0     | 0                   |
| gesamt                             | 50    | –                   |

Das neu zusammengesetzte Parlament startete am 7. Januar 2000 offiziell in die neue Legislaturperiode. Unter den Delegierten waren 37 Männer und 13 Frauen.

## Folgen
Die Parlamentswahl reiht sich ein in sämtliche Wahlen in der Geschichte Turkmenistans, die demokratische Kriterien allesamt verfehlten und mit einem Sieg der Regierungspartei oder des Präsidenten endeten. Unmittelbar nach der Parlamentswahl ließ sich Präsident Nyýazow vom Parlament zum Präsidenten auf Lebenszeit wählen und untermauerte damit seine dominierende Stellung im autoritären Regierungssystem Turkmenistans. Nyýazow selbst nutzte die Wahl zudem als Beweis für eine funktionierende turkmenische Demokratie. 